# Chott El Beïdha-Hammam Essoukhna
Chott El Beïdha-Hammam Essoukhna est une Sebkha, un lac salé saisonnier avec une prairie permanente couverte par une végétation halophyte qui se trouve en Algérie entre la wilaya de Sétif et la wilaya de Batna, classé comme site Ramsar depuis le 12 décembre 2004. La zone fait partie du domaine public de l’état algérien, elle est contrôlée par trois ministères : le ministère de l’agriculture et le développement rural, des ressources en eau et de l’aménagement  du territoire  et de l’environnement,.

## Géographie

### Relief, hydrographie
Le relief du chott est plat à l’exception de la partie nord où il est en forme de dunes. Le bassin versant de la zone reçoit un débit moyen annuel de 16 millions de m3, le site s’inonde avec la forte pluie si le niveau d’eau atteint les 1,5 m de profondeur, et se dessèche en été à partir de juin, et en consonance du dessèchement on peut voir toute la zone dans une couleur blanche remplie de sel, le pH est basique et varie autour de 8,5.

### Situation
Le site se trouve entre les deux wilayas de Batna et de Sétif, la plus grande partie se trouve à Sétif et plus particulièrement à la commune de Hammam Sokhna et le reste du site à Batna.

### Climat
Le climat de la zone est de type semi-aride froid, les précipitations varient de 300 à 350 mm par an, la sebkha fait partie des zones humides. L’humidité annuelle moyenne est de 62,74 %, le nombre de jours de neige est de 19 jours par an et il gèle en moyenne presque 2 mois par an.
| Températures Max. moyenne en °C          | Températures Max. moyenne en °C          | Températures Min. moyenne en °C          | Températures Min. moyenne en °C          |
| juillet                                  | décembre                                 | juillet                                  | décembre                                 |
| ---------------------------------------- | ---------------------------------------- | ---------------------------------------- | ---------------------------------------- |
| 36,3                                     | 8,9                                      | 19,3                                     | –0,6                                     |
| Températures Max. moyenne annuelle en °C | Températures Max. moyenne annuelle en °C | Températures Min. moyenne annuelle en °C | Températures Min. moyenne annuelle en °C |
| 21,4                                     | 21,4                                     | 8,6                                      | 8,6                                      |

## Espèces animales et végétales
Dans le site on trouve 21 espèces d’oiseaux qui viennent pour l’hiver. Parmi eux on trouve 15 espèces aquatique et des espèces protégées comme le Tadorne de Belon et le Flamant rose.
La végétation du chott composée de 42 espèces. Parmi elles, on trouve le  Halocnemum strobilaceu, le Arthrocnemum indicum, la Sueda fruticosa, la Juncus maritimus, la Réséda alba, le Tamarix  gallica, le Penagum harmala, l’Artemesia campestris, la Salicornia fruticosa, la Salsola vermiculata, l’Atriplex glauca, l’Atriplex nummularia, l’Atriplex canensis  et l’Atriplex halimus,.